# Black Dice
I Black Dice sono un gruppo musicale statunitense di rock sperimentale e musica elettronica originario di Rhode Island (Stati Uniti).

## Storia
Il gruppo si è formato come quartetto nella primavera del 1997 ed è composto da Bjorn Copeland (chitarra), Hisham Bharoocha (batteria), Eric Copeland (voce) e Sebastian Blanck (basso). Nel 1998 la band si sposta a New York, dove incontra Aaron Warren, futuro nuovo bassista. Dopo il primo 7" intitolato semplicemente Black Dice (Troubleman Unlimited), la band pubblica una serie di mini-CD ed EP di stampo rock sperimentale e psichedelia al limite del grindcore. Tra il 2000 ed il 2001 vengono pubblicati altri lavori, tra cui Semen of the Sun e Cold Hands. Nell'agosto 2001 pubblicano uno split album con le Erase Errata. Collaborano inoltre per quattro dischi con i Wolf Eyes tra il 2001 ed il 2003.
Il debutto su lunga distanza avviene con Beaches & Canyons (2002), disco più austero e meno frenetico dei precedenti lavori. Nell'estate dello stesso anno pubblicano il 3" Lost Valley. Pubblicano poi nel 2003 un disco realizzato in collaborazione con Wolf Eyes. Segue Cone Toaster, altro mini datato 2003. Realizzano poi con gli Animal Collective Wastered. Da qui parte il progetto Terrestrial Tones (composto di Eric Copeland e Dave Portner).
L'EP Miles of Smiles anticipa l'uscita del secondo LP, ossia Creature Comforts (2004), che si avvicina a un sound più composto e meno caotico.
Allontanatosi Baroocha (dedito alla carriera solista con Full Bloom a nome Soft Circle), il gruppo pubblica Broken Ear Record nel 2005. I primi tre album del gruppo sono stati pubblicati da DFA (in collaborazione con Fat Cat Records i primi due e con la EMI Broken Ear Record).
Con Load Blown il gruppo punta tutto sulla suggestione shoegaze e groove. Nel 2007 Eric Copeland lancia la sua carriera solista con Hermaphrodite.
Nel 2009 tornano i Black Dice con Repo. Nell'aprile 2012 esce il primo disco non prodotto dalla Paw Tracks, che aveva pubblicato le ultime due produzioni della band; si tratta di Mr. Impossible (Ribbon Music).

## Discografia

### Album studio
- 2002 - Beaches & Canyons
- 2004 - Creature Comforts
- 2005 - Broken Ear Record
- 2007 - Load Blown
- 2009 - Repo
- 2012 - Mr. Impossible
- 2021 - Mod Prog Sic

### Split album
- 2001 - Split con Erase Errata
- 2004 - Wastered con Animal Collective